# Elgin
Elgin (skotsk-gælisk Eilginn) er en by i Moray i det nordøstlige Skotland. Byen ligger ved floden Lossie og har 25.678 indbyggere (2001). Byens førende produktion er whiskyfremstilling. 
Elgin blev grundlagt i 1000-tallet, da en borg blev opført på et nærliggende bjerg i vestlig retning. Borgen blev i 1291 en del af den nordlige grænse for den daværende engelske del af Skotland. Efter Slaget ved Bannockburn i 1314 blev den ødelagt. I Elgin findes også ruinerne af Moraykatedralen som blev bygget i 1224.
Whisky er et komponent i lokaløkonomien, og whiskydestillerierne Glen Moray, Miltonduff og BenRiach ligger inden for 10 kilometers radius af byen.